# Giovanni Navone
Giovanni Navone (Villanova d'Asti, 1839 - Torí, 30 de maig 1907) fou un guitarrista, compositor i professor de música.
Fill de Domenico, procedia d'una coneguda família de músics, i ell mateix fou el pare de la famosa arpista Carolina Navone-Betti). Avui, el consideren el fundador de l'escola de guitarres del Piemont per haver format durant 40 anys, a gairebé tots els guitarristes de Torí del seu temps; (Cesare Bianco, (1886-1956); Carlo Renieri, (1884-1943) Carlo Ravasegna i diversos nobles, com ara Carlo Vivalda (? -1906), el marquès de Castellino i molts altres.
Va escriure moltes composicions, gairebé totes de fàcil estil i que eren populars en el seu temps. Però dins de les seves composicions, destaca la rapsòdia, el Souvenir de Sant Pau. Giovanni Navone va rebre el Primer Premi de la Medalla d'Or al realitzar-lo a mitjan setembre de 1892. La mateixa peça va entrar al repertori del guitarrista i compositor Italo Meschi (1887-1957) i algun altre virtuós guitarrista de l'època.